# Justicia ghiesbreghtiana
Justicia ghiesbreghtiana är en akantusväxtart som beskrevs av Lem.. Justicia ghiesbreghtiana ingår i släktet Justicia och familjen akantusväxter. Inga underarter finns listade i Catalogue of Life.